# Mistrzostwa Ameryki Południowej i Centralnej w Piłce Ręcznej Kobiet 2018
Mistrzostwa Ameryki Południowej i Centralnej w Piłce Ręcznej Kobiet 2018 – pierwsze mistrzostwa Ameryki Południowej i Centralnej w piłce ręcznej kobiet, oficjalny międzynarodowy turniej piłki ręcznej o randze mistrzostw kontynentu zorganizowany przez IHF (po podziale PATHF na dwie federacje) mający na celu wyłonienie najlepszej żeńskiej reprezentacji narodowej w Ameryce. Odbył się w dniach 29 listopada – 4 grudnia 2018 roku w brazylijskim mieście Maceió. Mistrzostwa były jednocześnie eliminacjami do MŚ 2019.
Pięć uczestniczących zespołów rywalizowało systemem kołowym w ramach jednej grupy o dwa miejsca premiowane awansem na MŚ 2019. Po trzech kolejkach awans zapewniły sobie Brazylijki i Argentynki, zaś w bezpośrednim pojedynku tych drużyn lepsza okazała się reprezentacja Brazylii. Najwięcej bramek w turnieju zdobyła przedstawicielka triumfatorek, Mariana Costa.

## Mecze
| 29 listopada 201817:00 | Argentyna | 28:26(16:16) | Paragwaj | Ginásio do Sesi Trapiche, Maceió Widzów: 100 Sędzia: Lemos, Sosa |
| 29 listopada 201817:00 |           | 28:26(16:16) |          | Ginásio do Sesi Trapiche, Maceió Widzów: 100 Sędzia: Lemos, Sosa |

| 29 listopada 201819:00 | Chile | 24:19(13:9) | Urugwaj | Ginásio do Sesi Trapiche, Maceió |
| 29 listopada 201819:00 |       | 24:19(13:9) |         | Ginásio do Sesi Trapiche, Maceió |

| 30 listopada 201817:00 | Chile | 21:28(9:12) | Paragwaj | Ginásio do Sesi Trapiche, Maceió |
| 30 listopada 201817:00 |       | 21:28(9:12) |          | Ginásio do Sesi Trapiche, Maceió |

| 30 listopada 201819:00 | Brazylia | 28:9(11:3) | Urugwaj | Ginásio do Sesi Trapiche, Maceió |
| 30 listopada 201819:00 |          | 28:9(11:3) |         | Ginásio do Sesi Trapiche, Maceió |

| 1 grudnia 201817:00 | Urugwaj | 25:31(10:16) | Argentyna | Ginásio do Sesi Trapiche, Maceió Widzów: 400 Sędzia: Marques, Magalhães |
| 1 grudnia 201817:00 |         | 25:31(10:16) |           | Ginásio do Sesi Trapiche, Maceió Widzów: 400 Sędzia: Marques, Magalhães |

| 1 grudnia 201819:00 | Brazylia | 39:9(17:6) | Chile | Ginásio do Sesi Trapiche, Maceió |
| 1 grudnia 201819:00 |          | 39:9(17:6) |       | Ginásio do Sesi Trapiche, Maceió |

| 3 grudnia 201817:00 | Argentyna | 30:17(12:8) | Chile | Ginásio do Sesi Trapiche, Maceió Widzów: 350 Sędzia: Lemos, Sosa |
| 3 grudnia 201817:00 |           | 30:17(12:8) |       | Ginásio do Sesi Trapiche, Maceió Widzów: 350 Sędzia: Lemos, Sosa |

| 3 grudnia 201819:00 | Brazylia | 40:17(18:7) | Paragwaj | Ginásio do Sesi Trapiche, Maceió |
| 3 grudnia 201819:00 |          | 40:17(18:7) |          | Ginásio do Sesi Trapiche, Maceió |

| 4 grudnia 201817:00 | Paragwaj | 26:27(12:11) | Urugwaj | Ginásio do Sesi Trapiche, Maceió |
| 4 grudnia 201817:00 |          | 26:27(12:11) |         | Ginásio do Sesi Trapiche, Maceió |

| 4 grudnia 201819:00 | Brazylia | 24:19(15:10) | Argentyna | Ginásio do Sesi Trapiche, Maceió Widzów: 3 500 Sędzia: Lemos, Sosa |
| 4 grudnia 201819:00 |          | 24:19(15:10) |           | Ginásio do Sesi Trapiche, Maceió Widzów: 3 500 Sędzia: Lemos, Sosa |